# تئو کوئنن
تئو کوئنن (انگلیسی: Theo Koenen; ۱۱ فوریهٔ ۱۸۹۰ – ۸ سپتامبر ۱۹۶۴) بازیکن فوتبال اهل آلمان بود.
وی همچنین در تیم ملی فوتبال آلمان بازی کرده‌است.